# Каримов, Альберт Михайлович
Альберт Михайлович (Миниханович) Каримов (19 апреля 1941, Омск — 19 ноября 2015, там же) — советский и российский архитектор. Заслуженный архитектор РСФСР. Главный архитектор Омска с 1975 по 2005 гг.

## Биография
В 1965 г. с отличием окончил архитектурный факультет Новосибирский инженерно-строительный институт (Сибстрина, НИСИ), затем — аспирантуру Московского архитектурного института. Кандидат архитектуры (1974).
В 1957—1958 гг. был чертежником и плотником. С 1965 по 1971 гг. работал в институте «Омскгражданпроект», где прошел путь от старшего архитектора до главного архитектора. В 1975 г. был назначен главным архитектором Омска и занимал эту должность до июня 2005 г.
В марте 2008 г. был избран председателем Омского отделения Всероссийского общества охраны памятников истории и культуры.
С апреля 2011 г. по октябрь 2012 г. был председателем Омского отделения Союза архитекторов России.
В 1975 и в 1980 гг. избирался депутатом Омского городского совета. В 2002—2005 гг. возглавлял Совет главных архитекторов городов России при Госстрое РФ.
Академик Российской академии архитектуры и строительных наук (2000), член-корреспондент Международной академии архитектуры (1999), профессор,
Среди значимых архитектурных проектов: киноконцертный зал, Дом политического просвещения, зал органной и камерной музыки (приз «Золотая капитель»), лютеранская кирха (совместный проект с архитектором Швигером, удостоенный диплома выставки «Зодчество»), комплекс Христо-Рождественского собора, административные здания (Сбербанк, «Транссибнефть» и др.); конкурсный проект концепции генерального плана г. Омска (I премия на всероссийском конкурсе), проект детальной планировки улицы Маршала Жукова в Омске, программа градостроительного развития культурно-исторического и общественного центра «Омская крепость»; конкурсный проект памятника Ф. М. Достоевскому (I премия), цветомузыкальный фонтан на Театральной площади.
Похоронен на Старо-Северном кладбище.

## Награды и звания
Заслуженный архитектор РСФСР (1988). Награждён орденом Святого Благоверного князя Даниила Московского (1995), орденом Почёта (1997), малой медалью Российской Академии архитектуры и строительных наук. (2001). Участвовал как автор и руководитель авторского коллектива в большинстве крупных архитектурных проектов Омска.